# Підгорне (Новохоперський район)
Підгорне (рос. Подгорное) — село у Новохоперському районі Воронезької області Російської Федерації.
Населення становить 765 осіб (2010). Входить до складу муніципального утворення Ярковське сільське поселення.

## Історія
Населений пункт розташований у історичному регіоні Чорнозем'я. 
За даними на 1859 рік у державному селі Новохоперського повіту Воронізької губернії мешкало 1382 особи (663 чоловіки та 719 жінок), налічувалось 122 дворових господарства, діяла православна церква.
Станом на 1886 рік у селі Ярковської волості Новохоперського повіту населення становило 2214 осіб, налічувалось 244 двори, діяли православна церква, лавка, 10 вітряних млинів.
За переписом 1897 року кількість мешканців зросла до 2239 осіб (1081 чоловічої статі та 1158 — жіночої), з яких 2239 — православної віри.
За даними на 1900 рік населення зросло до 2292 особи (1129 чоловічої статі та 1163 — жіночої), налічувалось 299 дворових господарств, існувало 3 суспільні будівлі, діяли православна церква та церковно-парафіяльна школа.
Від 1928 року належить до Новохоперського району, спочатку в складі Центрально-Чорноземної області, а від 1934 року — Воронезької області.
Згідно із законом від 15 жовтня 2004 року входить до складу муніципального утворення Ярковське сільське поселення.

## Населення
| 2010 |
| ---- |
| 765  |